# Бій під Єнакієвим
Бій під Єнакієвим — військове зіткнення, яке відбулось у квітні 1918 року під Єнакієвим.

## Історія
18 квітня 1918 року з Єнакієвого пішов останній підривний ешелон червоних на ст. Волинцеве. Владу в місті взяли проукраїнські сили меншовиків та есерів, які підтримували Українську Народну Республіку. Меншовики й есери створили в цей час два загони: озброєний і санітарний, останній — на чолі з доктором Сперанським (меншовик).
Після відступу підривного загону частина анархістів залишилася ще в місті для ліквідації своєї федерації. Меншовики, дізнавшись про це, заарештували анархістів Комарова і Богатикова, інші сховалися і повідомили про арешт своїх товаришів підривному загону, що ще стояв на ст. Волинцеве під командою анархіста Фомичова та більшовика Д.Татаренка. Командир загону, дізнавшись про арешт товаришів, висунув ультиматум новій владі Єнакієвого: звільнити заарештованих, в іншому випадку буде відкритий вогонь по місту. Відповіді не було.
О 1 годині дня підривним загоном був відкритий артилерійський вогонь. Меншовицько-есерівської загін солдатської організації під командою Отто виступив проти підривного загону й розташувався біля Вірівського залізничного насипу.
Почалася перестрілка, що тривала до третьої години дня. Під час перестрілки командир загону Червоної гвардії Д.Татаренко вирішив обійти солдатський загін, узяв кулемет, зайшов у тил меншовиків у напрямку Вірівського насипу і там розташувався. Але не встиг закласти в кулемет стрічку, як хтось із солдатської організації, підкравшись непомітно, вдарив Татаренка прикладом по голові, збив його з ніг і взяв разом з кулеметом у полон.
Підривний загін, отримавши про це відомості, припинив бій і негайно направив двох червоногвардійців, Кочкіна і Лазарєва, у місто дізнатися про долю затриманих. Жителі міста вимагали розстріляти полонених, але лідер меншовиків запропонував їх судити. Суд відбувся в 16:00 у театрі «Илюзия», за рішенням суду полонених відпустили. Підривний загін відступив від міста.